# فيلانيوفا دي لاسايرا
بلدية فيلانيوفا دي لاسايرا (بالإسبانية: Villanueva de la Sierra)‏، هي بلدية تقع في مقاطعة قصرش والتي تقع في منطقة إكستريمادورا، غرب إسبانيا.
يبلغ عدد سكانها 615 نسمة وفقاً لإحصائية سنة (2002).